# Boswelliasäuren
Die Boswelliasäuren (auch Boswellinsäuren) sind eine Gruppe chemischer Verbindungen, die natürlich im Harz der Weihrauchbäume (Boswellia), dem Weihrauch, vorkommen. Die beiden Grundstrukturen stellen die α-Boswelliasäure (Oleanan-Typ) und die β-Boswelliasäure (Ursan-Typ) dar, je nach Anordnung der beiden Methylgruppen am Ring E. Den zu den Harzsäuren zählenden Stoffen liegt chemisch eine pentacyclische Triterpenstruktur mit einer cis-Stellung der Ringe D und E zugrunde.
| keine GHS-Piktogramme |

| keine GHS-Piktogramme |

## Derivate
Von den Boswelliasäuren sind auch einige Derivate bekannt, insbesondere Verbindungen, die an Position 11 eine Ketogruppe tragen und/oder an Position 3 acetyliert sind.
| Derivate der Boswelliasäuren                 | Derivate der Boswelliasäuren                     | Derivate der Boswelliasäuren | Derivate der Boswelliasäuren | Derivate der Boswelliasäuren |
| Name                                         | Struktur                                         | CAS-Nummer                   | PubChem                      | Summenformel                 |
| -------------------------------------------- | ------------------------------------------------ | ---------------------------- | ---------------------------- | ---------------------------- |
| - 3-O-Acetyl-α-boswelliasäure                | Struktur von 3-O-Acetyl-α-boswelliasäure.svg     | 89913-60-0                   | 15181201                     | C32H50O4                     |
| - 3-O-Acetyl-11-keto-α-boswelliasäure        |                                                  |                              |                              | C32H48O5                     |
| - 3-O-Acetyl-β-boswelliasäure (AcBA)         | Struktur von 3-O-Acetyl-beta-boswelliasäure      | 5968-70-7                    | 11386458                     | C32H50O4                     |
| - 11-Keto-β-boswelliasäure (KBA)             | Struktur von 11-Keto-β-boswelliasäure (KBA)      | 17019-92-0                   | 6918114                      | C30H46O4                     |
| - 3-O-Acetyl-11-keto-β-boswelliasäure (AKBA) | Struktur von 3-O-Acetyl-11-keto-β-boswelliasäure | 67416-61-9                   | 6918115                      | C32H48O5                     |

## Eigenschaften
Boswelliasäuren sind die hauptsächlichen pharmakologisch wirksamen Bestandteile des Weihrauchs und gelten auch als wirksamkeitsbestimmende Inhaltsstoffe von Präparaten aus Weihrauch-Trockenextrakten.  Jedoch besitzt nicht jede Boswelliasäure eine pharmakologische Wirkung bei der üblichen Dosierung und oraler Aufnahme.
Insbesondere die im Weihrauchharz enthaltene 3-O-Acetyl-11-keto-β-boswelliasäure (AKBA) und die 11-Keto-β-boswelliasäure (KBA) wirken entzündungshemmend, indem sie nicht-kompetitiv die 5-Lipoxygenase hemmen und damit die Leukotriensynthese mindern.
Bei hohen Konzentrationen wird die Entzündungskaskade, ausgehend von der Arachidonsäure, gehemmt. Die Rolle der Leukotriene im Stoffwechsel steht im Zusammenhang mit entzündlichen Reaktionen des Körpers (darunter auch Allergien). Bei einer oralen Aufnahme werden aufgrund einer geringen Bioverfügbarkeit für diese beiden Boswelliasäuren keine pharmakologisch wirksamen Konzentrationen im Blut erreicht. Für die β-Boswelliasäure werden dagegen 100-fach höhere Konzentrationen gefunden, welche die Prostaglandin-E-Synthase 1 in Mikrosomen und die Serinprotease Kathepsin G hemmen.
Boswelliasäuren zeigen zytotoxische und Anti-Tumor-Wirkungen und werden zur Behandlung von Tumoren untersucht. Dabei spielen auch eine induzierte Apoptose und ihre Wirkung als Topoisomerasehemmer eine Rolle. Weiterhin werden Weihrauchextrakte zur Behandlung von chronisch-entzündlichen Darmerkrankungen untersucht.